# Coustouges
Coustouges (catalansk: Costoja) er en by og kommune i departementet Pyrénées-Orientales i Sydfrankrig.

## Geografi
Coustouges ligger i Pyrenæerne helt op til den spanske grænse. Kun den nærliggende Lamanère kommune ligger længere mod syd på det franske fastland. Eneste vej ud af byen fører til Saint-Laurent-de-Cerdans 5 km mod nordøst. Nærmeste større by er Perpignan 62 km mod nordøst.

## Demografi

### Udvikling i folketal
| 1962                                                              | 1968 | 1975 | 1982 | 1990 | 1999 | 2007 | 2013 | 2017 |
| ----------------------------------------------------------------- | ---- | ---- | ---- | ---- | ---- | ---- | ---- | ---- |
| 233                                                               | 207  | 171  | 163  | 119  | 134  | 116  | 108  | 98   |
| Tal fra og med 1962 er uden dobbelttælling (sans doubles comptes) |      |      |      |      |      |      |      |      |